# تلمبه جلال سلطانی
تلمبه جلال سلطانی یک منطقهٔ مسکونی در ایران است که در دهستان گلستان (سیرجان) واقع شده‌است.